# 科朗坦·塞尔东站
科朗坦·塞尔东站（法語：Corentin Celton）是巴黎地鐵的一個車站，位於巴黎南郊的伊西萊穆利諾，得名于以法国抵抗运动烈士科朗坦·塞尔东命名的科朗坦·塞尔东医院。科朗坦·塞尔东站是巴黎地鐵12號線的車站，開通於1934年3月24日，是巴黎地鐵12號線延伸工程的一部分。

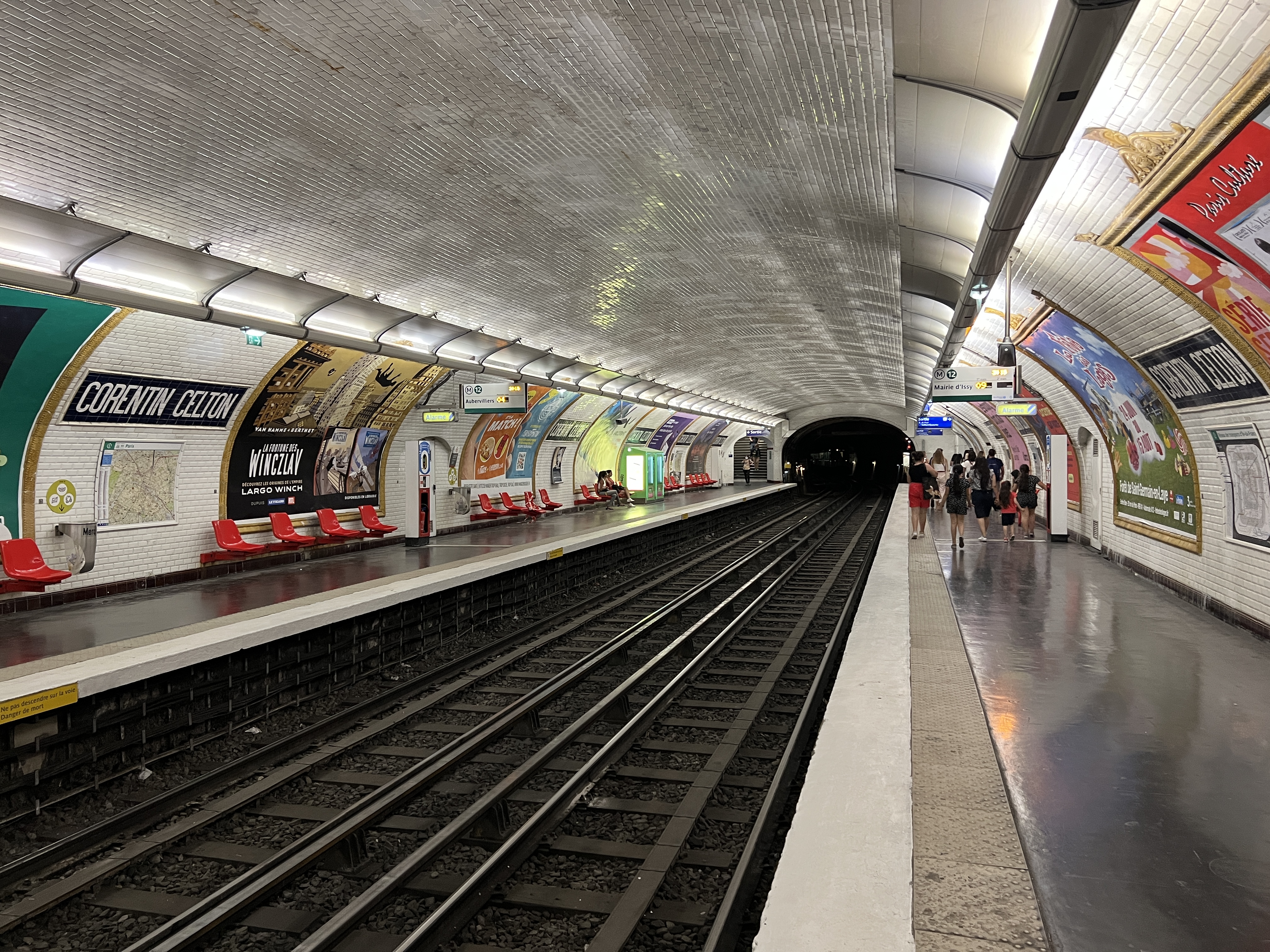
月台（2022年7月）

## 車站結構
| 街道層     |                    |                                |
| B1         | 夾層               |                                |
| 12號線月台 | 側式月台，右側開門 | 側式月台，右側開門             |
| 12號線月台 | 南行               | 往伊西市政厅（總站）           |
| 12號線月台 | 北行               | 往欧贝维利耶市政厅（凡爾賽門） |
| 12號線月台 | 側式月台，右側開門 |                                |